# George Starkey
George Starkey (* 8. oder 9. Juni 1628 in Bermuda; † 1665 in London) war ein englischer Alchemist.  Zu seinen Schülern gehörte u. a. Robert Boyle.
Nach Untersuchungen von William R. Newman und anderen ist er wahrscheinlich identisch mit einem einflussreichen alchemistischen Autor des 17. Jahrhunderts, der unter dem Pseudonym Irenäus Philalethes (Freund der Wahrheit, auch Eyrenäus) publizierte, dessen Identität lange umstritten war, in dem man aber schon länger einen Engländer vermutete. Er wurde früher unter anderem mit einem Thomas Vaughan identifiziert.

## Leben
George Starkey wuchs in einer schottischstämmigen Puritanerfamilie auf. Sein Vater George Stirk war Geistlicher (Minister) in Bermuda, das seit 1620 englische Kolonie war. Er starb, als sein Sohn neun Jahre alt war.
Starkey erhielt von 1643 bis 1646 eine Ausbildung am Harvard College, mit M.A.- und B.A.-Abschluss. 1650 reiste er nach England, wo er in London ein Laboratorium aufbaute, in dem auch Boyle Unterricht erhielt, der ihn später finanziell unterstützte. Starkey setzte sich entschieden für die Ansichten und Methoden von Johan Baptista van Helmont ein. Stets im Kampf um den Lebensunterhalt erhielt er auch Unterstützung von Samuel Hartlib und arbeitete zeitweise in einem metallurgischen Unternehmen in Bristol.
Unter dem Pseudonym Philaletes verfasste er zahlreiche alchemistische und iatrochemische Abhandlungen, die meist als Manuskripte kursierten und erst postum gedruckt wurden. Sie hatten Einfluss u. a. auf Isaac Newton, John Locke und Gottfried Wilhelm Leibniz. Zu Lebzeiten hielt Starkey das Pseudonym streng geheim (auch gegenüber Boyle). In der Geschichte der Alchemie Karl Christoph Schmieder wird er auch mit einem in Europa Mitte des 17. Jahrhunderts herumreisenden aus England stammenden Adepten identifiziert, der vorgab Gold machen zu können, sich aber ansonsten sehr vorsichtig verhielt und bedeckt hielt.
Der Autor Irenäus Philalethes ist von dem alchemistischen Autor Eugenius Philalethes (Pseudonym von Thomas Vaughan) zu unterscheiden.

## Werke von Irenäus Philalethes
- The Marrow of Alchemy, being an Experimental Treatise, Discovering the secret and most hidden Mystery of the Philosophers Elixer, London, 1654
  - Deutsche Ausgabe, Kern Der Alchymie, Das ist Ein durch Erfahrung bewährter Tractat Welcher eröffnet Das geheime und hochverborgene Geheimnüß Des Elixirs der Weisen. Leipzig 1685, Online-Ausgabe der Sächsischen Landesbibliothek – Staats- und Universitätsbibliothek Dresden
  - Deutsche Ausgabe, Kern der Alchymie : das ist ein durch Erfahrung bewährter Tractat, welcher eröffnet, das geheime und hochverborgene Geheimnß des Elixirs der Weisen ; abgetheilt in zwey Theile. Vierling, Hof 1750 (Digitalisierte Ausgabe der Universitäts- und Landesbibliothek Düsseldorf)
- Secrets Reveal'd: or An Open Entrance to the Shut-Palace of the King, London 1669, in Latein als Introitus apertus ad occlusum regis palatium, Amsterdam, 1667
- Three Tracts of the Great Medicine of Philosophers for Humane and Metalline Bodies, London 1694, lateinische Ausgabe Amsterdam, 1668
  - The art of the transmutation of Metals, Metamorphosis of metals
  - A short Manuduction to the Caelestial Ruby, Brief Guide to the Celestial Ruby
  - The Fountain of Chymical Philosophy, Fount of Chemical Truth
  - Deutsche Ausgabe, Magnalia Medico-Chymica Continuata, Oder, Fortsetzung der hohen Artzney- und Feuerkunstigen Geheimnüssen. Nürnberg 1680, Online-Ausgabe der Sächsischen Landesbibliothek – Staats- und Universitätsbibliothek Dresden
- An Exposition upon Sir George Ripley's Epistle to King Edward IV, London 1677
- Anonymi Philalethae Commentarius In Epistolam Georgii Riplaei. Leipzig 1685, Online-Ausgabe der Sächsischen Landesbibliothek – Staats- und Universitätsbibliothek Dresden
- An Exposition upon Sir George Ripley's Preface, London 1677
- An Exposition upon the First Six Gates of Sir George Ripley's Compound of Alchymie, London 1677
- Experiments for the Preparation of the Sophick Mercury; by Luna, and the Antimonial-Stellate-Regulus of Mars, for the Philosophers Stone, London 1677
- A breviary of Alchemy, or a commentary upon Sir George Ripley's Recapitulation: Being A Paraphrastical Epitome of his Twelve Gates, London 1677
- An Exposition upon Sir George Ripley's Vision, London 1677
- Ripley Reviv'd, or an Exposition upon Sir George Ripley's Hermetico-Poetical Works, London 1678
- Opus tripartitum, London, Amsterdam 1678
- Enarratio methodica trium Gebri medicinarum, in quibus contenitur Lapidis Philosophici vera confectio, London, 1678
- The Secret of the Immortal Liquor called Alkahest, London, 1683

Three tracts und Introitus erschienen 1678 im Museum hermeticum.

## Schriften unter George Starkey
- Alchemical Laboratory Notebooks and Correspondence, Herausgeber William R. Newman and Lawrence M. Principe, University of Chicago Press 2005
- The admirable efficacy and almost incredible virtue of true oyl, which is made of sulphur-vive, set on fire, London 1660
- A brief examination and censure of certain medicines, London 1664
- George Starkey´s pill vindicated, London 1663
- Natures explication and Helmonts vindication, London 1657
- Pyrotechny asserted and illustrated, London 1678
- Liquor alchahest, London 1675